# Rottenstein, Bad Kleinkirchheim
Rottenstein je naselje v Občini Bad Kleinkirchheim v Okraju Špital ob Dravi  na Koroškem v Avstriji.